# Racopilum convolutaceum
Racopilum convolutaceum là một loài rêu trong họ Racopilaceae. Loài này được (Müll. Hal.) Reichardt mô tả khoa học đầu tiên năm 1870.